# Губарівка (станція)
Губарівка — пасажирська станція Сумського напрямку. Розташована між платформою 168 км та станцією Куп'єваха. Станція розташована у селі Губарівка Богодухівського району. На станції зупиняться усі приміські потяги Сумського напрямку та більшість пасажирських. Станція відноситься до Сумської дирекції Південної залізниці.
Відстань до станції Харків-Пасажирський — 87 км..